# Stele Kululu 3

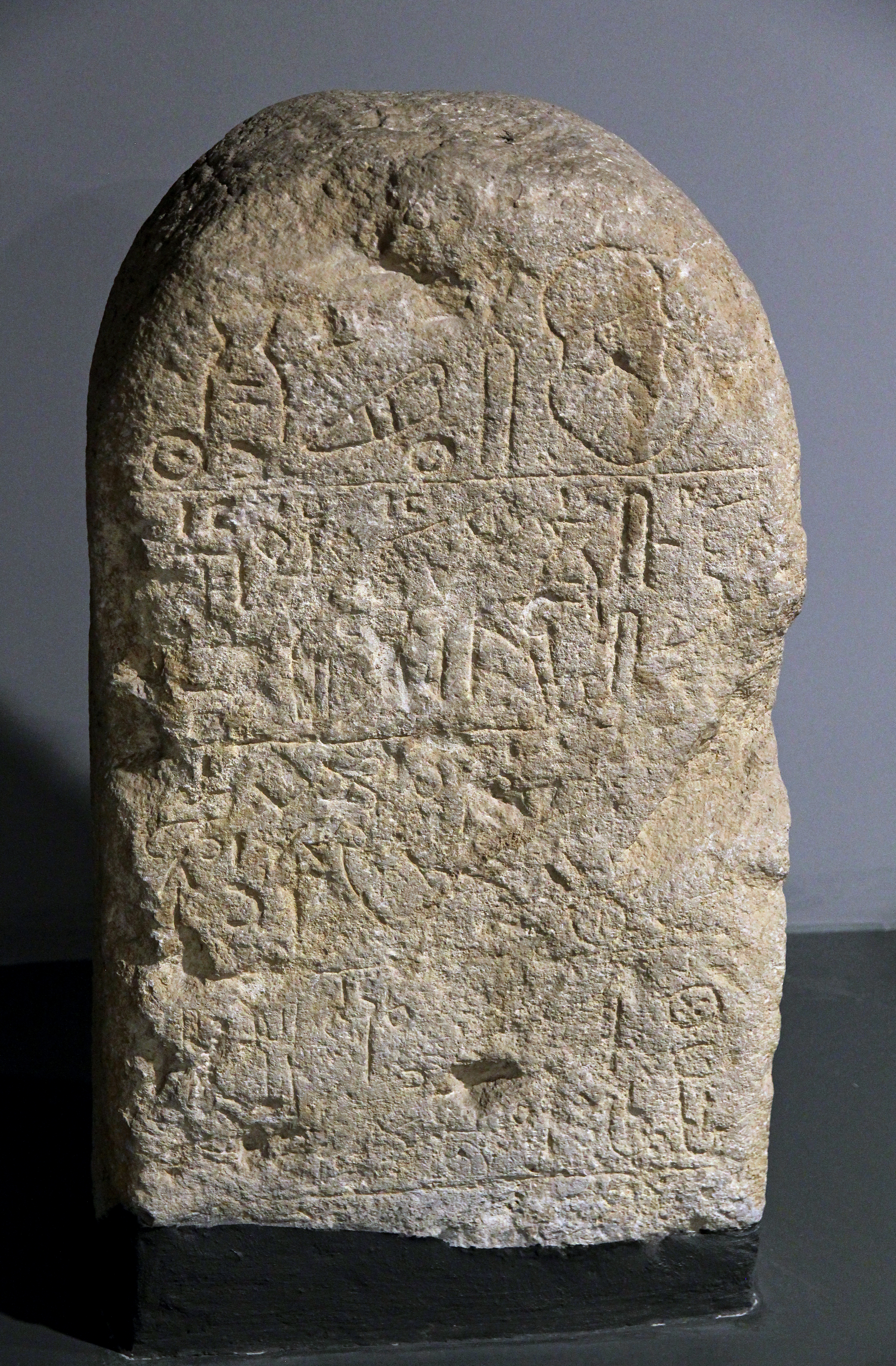
Kululu 3 Vorderseite A

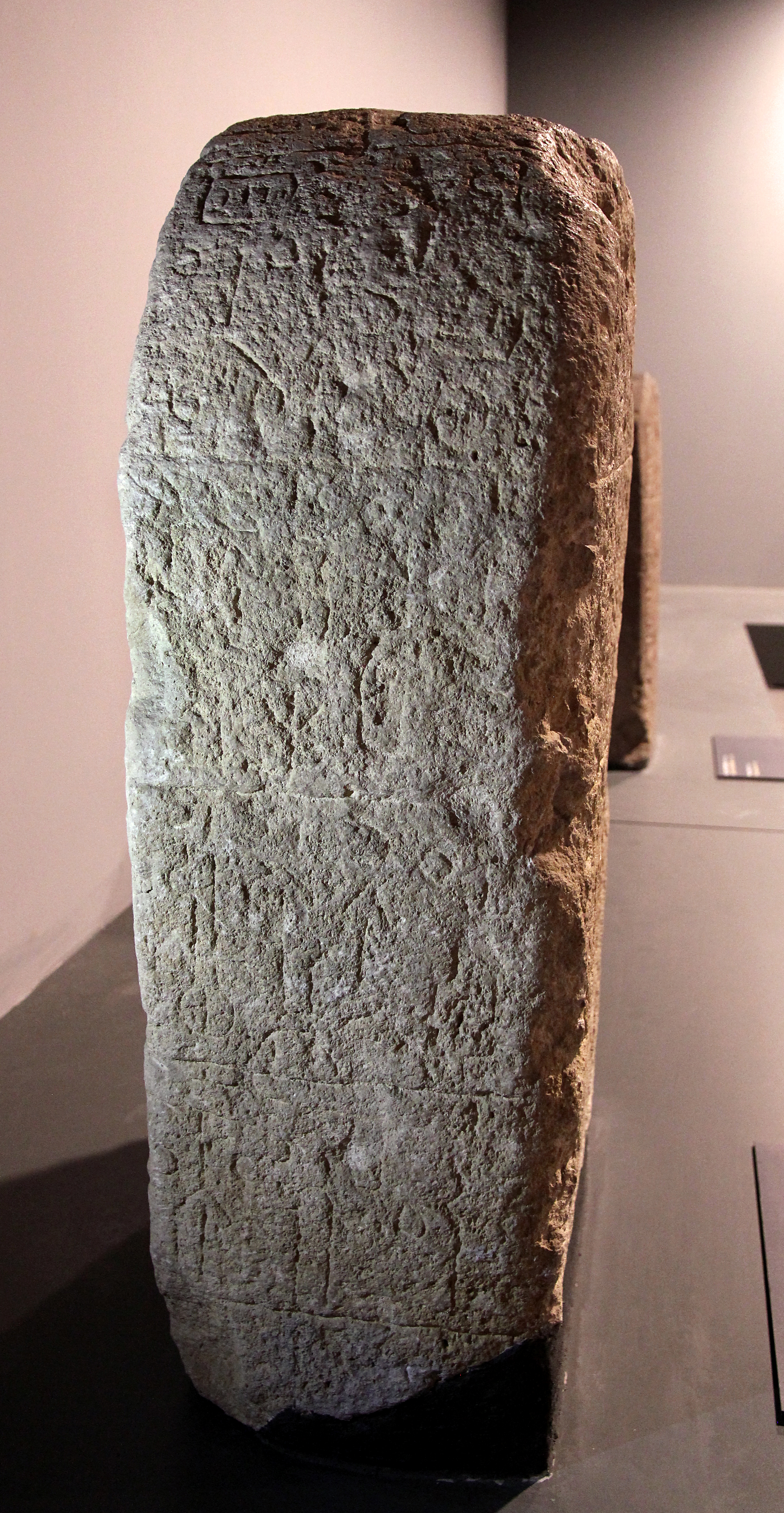
Linke Seite B

Die Stele Kululu 3 ist eine von mehreren Stelen mit Inschriften in luwischen Hieroglyphen, die in der Umgebung des türkischen Ortes Kululu gefunden wurden. Sie werden dem neo-hethitischen Königreich Tabal zugerechnet, das in der ersten Hälfte des 1. Jahrtausends v. Chr. in der Zentraltürkei bestand. Sie werden ins 8. Jahrhundert v. Chr. datiert und sind im Archäologischen Museum Kayseri ausgestellt.

## Fund
Die Stele Kululu 3 fand der türkische Vorderasiatische Archäologe Tahsin Özgüç 1967 in Kululu in einer Hauswand eingebaut. Nachdem in dem Ort eine Reihe von beschrifteten Bleistreifen gefunden worden waren, wurde im Sommer desselben Jahres ein Survey durchgeführt, bei dem neben zahlreichen Fragmenten von Skulpturen und Inschriften auch diese Stele ans Licht kam. Sie wurde ins Museum Kayseri verbracht und erhielt die Inventarnummer 5515. Die Erstveröffentlichung erfolgte durch Özgüç, es folgten weitere, unter anderem von dem türkischen Archäologen Mustafa Kalaç. Der britische Hethitologe John David Hawkins nahm die Stele 2000 in sein Corpus of Hieroglyphic Luwian Inscriptions auf.

## Beschreibung
Die Stele ist aus Kalkstein und oben abgerundet. die Höhe beträgt 0,74, die Breite 0,43 und die Tiefe 0,23 Meter. Die eingravierte, vierzeilige Inschrift ist teilweise schlecht erhalten. Der Text beginnt linksläufig auf der Vorderseite (A) rechts oben, verläuft boustrophedon bis zum unteren rechten Ende der Seite, wo er abbricht. Es scheint ein Element zu fehlen, vielleicht eine Basis, das weiter beschrieben war. Danach setzt sich die Inschrift in gleicher Weise auf der linken Seite (B) fort, wo sie wiederum am Ende abbricht.
Der Text ist die Grabinschrift eines Ilalis, der sich als „der Herrscher, der Schreiber“ (vielleicht auch „der Schreiber des Herrschers“) vorstellt. Er sagt, dass seine Kinder die Stele errichtet haben. Die folgende Fluchformel an den Zerstörer der Inschrift bricht ab.
Aufgrund von Ähnlichkeiten mit anderen Inschriften aus Kululu wird die Stele ins mittlere 8. Jahrhundert v. Chr. datiert.